# Lac-Saint-Paul
Ne doit pas être confondu avec Lac Saint-Paul.
Lac-Saint-Paul est une municipalité qui fait partie de la municipalité régionale de comté d'Antoine-Labelle au Québec (Canada), située dans la région administrative des Laurentides. 

## Toponymie
Elle est nommée en l'honneur de Paul de Tarse.

## Histoire
Lac-Saint-Paul sera créé d’un détachement de Ferme-Neuve. Sur les anciennes cartes, on note que le lac s’appelait d’abord lac Gorman, d’après le nom d’un patron de la McLaren, Il s'est par la suite appelé lac Moreau, d’après Mgr. Louis Zéphirin Moreau, évêque de St-Hyacinthe de 1875 à 1901. Le premier colon sera Joseph Dufour et suivront, en 1898, les familles de Phédime Meilleur, Joseph Perron et Armand Quevillon. Un an plus tard, en 1899, les familles Coursol, Bourque et Dufour s'établiront à leur tour. En 1919, la mission reçut comme patron Saint-Paul et on donna alors le nom de Lac-St-Paul au lac, à la paroisse et à la municipalité. 

## Géographie
Le nord-ouest de la municipalité est délimité par la rivière du Lièvre qui coule vers le sud-ouest.

## Démographie
| 1991 | 1996 | 2001 | 2006 | 2011 | 2016 | 2021 |
| ---- | ---- | ---- | ---- | ---- | ---- | ---- |
| 385  | 415  | 429  | 521  | 481  | 481  | 525  |

## Administration
Les élections municipales se font en bloc pour le maire et les six conseillers.
| Lac-Saint-Paul Maires depuis 2001                                                                                    |                        |                    |          |
| Élection | Maire                  | Qualité            | Résultat |
| 2001 | Jean Coulombe          |                    | Voir     |
| 2005 | Claude Ménard          |                    | Voir     |
| 2009 | Claude Ménard          | Voir               |          |
| 2013 | Fabricius Louis Lauzon | Décédé en fonction | Voir     |
| 2016 | Normand Marier         |                    | Voir     |
| 2017 | Colette Quevillon      |                    | Voir     |
| 2021 | Colette Quevillon      | Voir               |          |
| Élection partielle en italique Depuis 2005, les élections sont simultanées dans toutes les municipalités québécoises |                        |                    |          |